# Bystrowisuchus
Bystrowisuchus — вимерлий рід ктенозаврових псевдозухіан архозаврів з раннього тріасу європейської Росії. Скам'янілості знайдені в липовській формації оленецького віку в Іловлінському районі. Типовий вид — Bystrowisuchus flerovi.

## Опис
Bystrowisuchus flerovi базується на голотипному зразку, що включає шість шийних або шийних хребців і частково праву клубову або тазостегнову кістку. Загальна довжина його тіла оцінюється в 2–3 метри.